# Leon Hieronim Radziwiłł
Leon Hieronim Radziwiłł herbu Trąby (ur. 10 marca 1808 w Warszawie, zm. 8 listopada 1885 w Paryżu) – książę, jedenasty ordynat na Klecku, fligeladiutant carski oraz generał rosyjski.

## Życiorys
Urodził się 10 marca 1808 w Warszawie jako syn Ludwika Mikołaja Radziwiłła herbu Trąby (1773–1830) i Marianny Wodzińskiej (1778–1823). Jego dziadkiem był Michał Hieronim, zaś stryjami – Antoni Henryk, namiestnik Wielkiego Księstwa Poznańskiego, oraz Michał Gedeon, jeden z naczelnych wodzów w powstaniu listopadowym.
Otrzymał domowe wykształcenie – wychowywał go francuski emigrant-rojalista Jean de Nève. Wielki książę Konstanty skierował go jako junkra do Grodzieńskiego Pułku Huzarów (7 maja 1825), gdzie dosłużył się stopnia korneta.
W czasie nocy listopadowej wraz ze swoim pułkiem stanął po stronie caratu i wycofał się z Królestwa Polskiego wraz z oddziałami wiernymi Konstantemu.
W czasie wojny powstanie listopadowego, walcząc po stronie rosyjskiej, dosłużył się stopnia porucznika. W bitwie o Olszynkę Grochowską wraz ze szwadronem huzarów wielokrotnie atakował kawalerię Chłopickiego. W bitwie pod Ostrołęką uczestniczył pod komendą gen. Iwana Szachowskiego. Jako adiutant dowódcy Grodzieńskiego Pułku Huzarów, gen. Karla von Strandmanna, wykazał się męstwem w czasie szturmu Warszawy, za co otrzymał Order Świętego Włodzimierza IV klasy.
25 czerwca 1832 porucznik Leon Radziwiłł został mianowany fligeladiutant carskim a 6 grudnia następnego został awansowany na sztabsrotmistrza i wysłany do Moskwy, gdzie służył u boku Mikołaja I.
W 1838 towarzyszył cesarzowi Mikołajowi I podczas jego pobytu w Warszawie. W latach 1841 i 1842 towarzyszył carowi w czasie jego podróży po Rosji. W 1843 roku udał się do Berlina z misją dyplomatyczną.
W 1844 r. książę Radziwiłł został wysłany do Hesji-Kassel, gdzie reprezentował Mikołaja I w czasie zaślubin Fryderyka Wilhelma, syna Wilhelma Heskiego, z córką cara, Aleksandrą Nikołajewną. W maju wyjechał do Londynu z kolejną misją dyplomatyczną. Za zasługi w dziedzinie dyplomacji został awansowany na pułkownika.
W 1848 r. Radziwiłł u boku Iwana Paskiewicza uczestniczył w tłumieniu powstania węgierskiego w Siedmiogrodzie. W sierpniu tegoż roku został wysłany do Stambułu z pismem odręcznym cara do sułtana z żądaniami wydania w ręce rosyjskie polskich uczestników powstania (Bema, Dembińskiego, Wysockiego, Zamoyskiego i in.).
Na swoje zasługi został awansowany do stopnia generała majora i powołany do Świty Jego Cesarskiej Mości (7 sierpnia 1849). Został także odznaczony austriackim Orderem Żelaznej Korony za udział w pacyfikacji Węgier.
Podczas wojny krymskiej Radziwiłł dowodził 2 Rezerwową Dywizją Ułanów (w 1854), a następnie maja 1855 awangardą pod miastem Saki. 22 września 1855 został awansowany do stopnia generała porucznika i mianowany dowódcą Dywizji Ułanów, a 17 listopada tego samego roku mianowano go generał adiutantem. W tym samym miesiącu został dowódcą 6 Dywizja Lekkiej Kawalerii. 26 listopada 1856 odznaczono go Orderem św. Jerzego IV klasy.
W 1869 roku 61-letni książę Radziwiłł został awansowany na generała kawalerii.
Sprzedawszy wszystkie swoje dobra ordynackie (klecką i dawidgródzką) oraz alodialne Antoniemu Albrechtowi Radziwiłłowi (w l. 1872–75) w zamian za dożywotnią rentę 40 tys. rubli rocznie, mieszkał przeważnie w Paryżu.
Leon Hieronim Radziwiłł był od 12 lutego 1833 żonaty Zofią Urusow (córką członka Rady Państwa, księcia Aleksandra Michajłowicza Urusowowa), ulubienicą (według niektórych kochanką) Mikołaja I, dzięki czemu cieszył się odtąd protekcją cara i uwolnił się od długów. Małżeństwo nie doczekało się potomstwa. Pod koniec lat 50. rozszedł się z żoną w atmosferze skandalu.
Leon Radziwiłł miał nieślubną córkę Léontine Grisi (ur. 1853), owoc krótkotrwałego romansu z primabaleriną Carlottą Grisi.
Zmarł w Paryżu 27 grudnia 1884 r. Został pochowany w rodzinnym grobowcu Radziwiłłów w Nieświeżu.
Historyk Siergiej Szeremietiew (1844–1918) charakteryzował Radziwiłła jako człowieka dowcipnego i znanego z wybryków; "najczystszy typ polski, dobry przyjaciel, śpiewak-dyletant, baletoman i bon vivant". W historiografii polskiej uchodzi za jednego z najbardziej zaprzedanych Rosji przedstawicieli rodu Radziwiłłów.